# بطينة (صعفان)

تعديل مصدري - تعديل

بطينة هي إحدى قرى عزلة مدول بمديرية صعفان التابعة لمحافظة صنعاء، بلغ تعداد سكانها 218 نسمة حسب تعداد اليمن لعام 2004.